# Kat Dennings

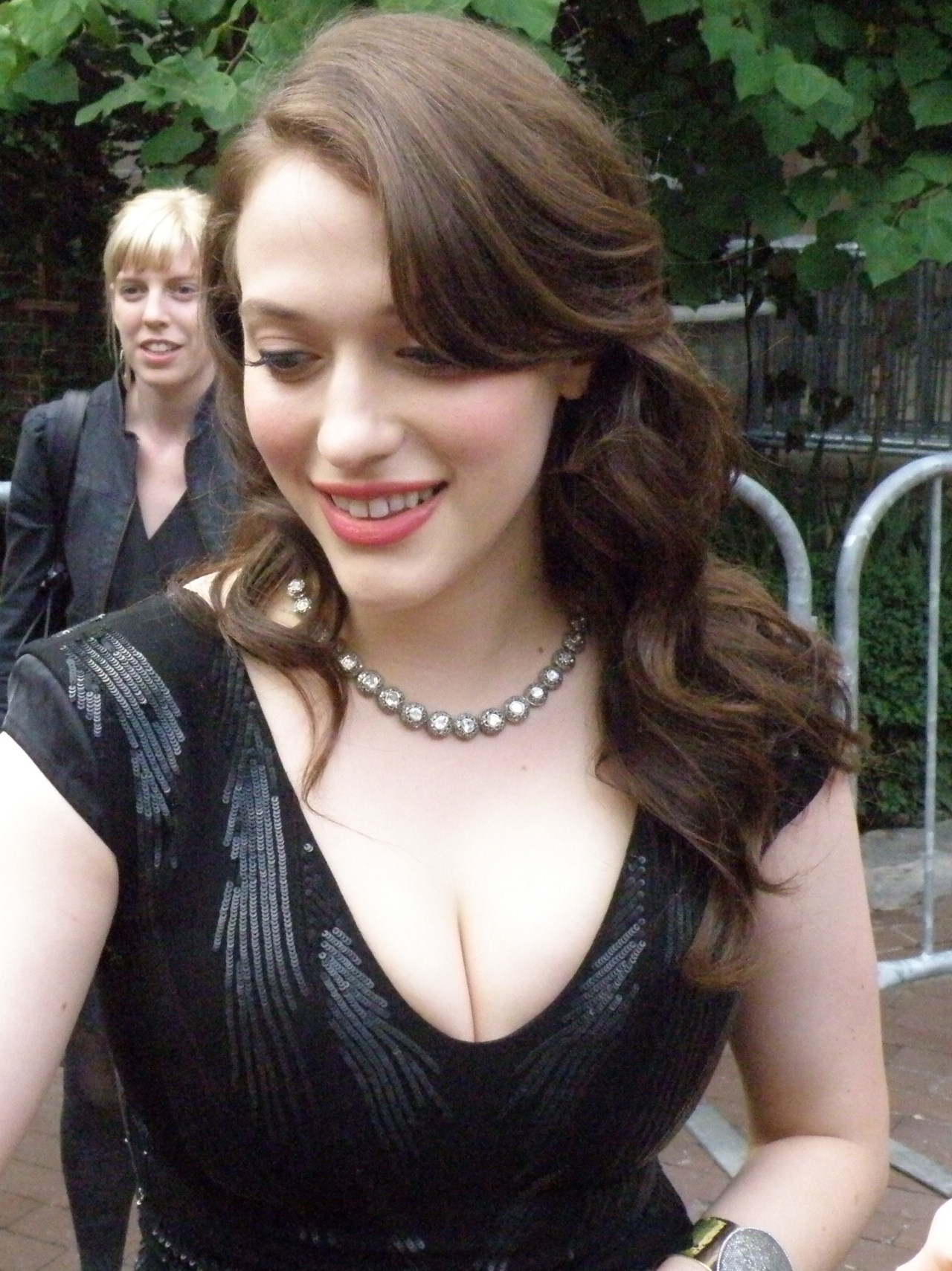
Kat Dennings (2010)

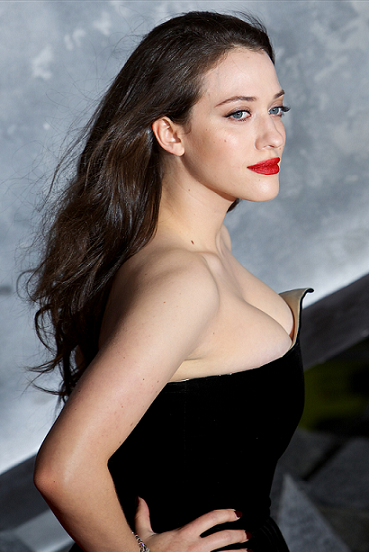
Kat Dennings na premierze filmu Thor: Mroczny świat (2013)

Kat Dennings, właściwie Katherine Litwack (ur. 13 czerwca 1986 w Filadelfii) – amerykańska aktorka.

## Życiorys
Kat Dennings urodziła się i wychowała w rodzinie żydowskiej, w Bryn Mawr w okolicach Filadelfii. Jej matka, Ellen Judith Litwack była logopedą i poetką, a ojciec Gerald J. Litwack nauczycielem akademickim i farmakologiem; aktorka była najmłodszym z pięciorga dzieci. Była poddawana edukacji domowej, szkołę średnią ukończyła w wieku 14 lat.
Karierę aktorską rozpoczęła w 2000 po przeprowadzce do Los Angeles, udziałem w serialu HBO Seks w wielkim mieście. Zanim rozpoczęła zdjęcia do serialu, regularnie brała udział w telewizyjnym show Raising Dad.
Wzięła udział w licznych filmach i serialach telewizyjnych, m.in. Między ziemią a niebem, Dolina iluzji, Amerykański tata, a także w sitcomie Dwie spłukane dziewczyny, gdzie wcielała się w rolę jednej z głównych bohaterek.

## Filmografia
- 2002: Między ziemią a niebem (The Scream Team) jako Claire Carlyle
- 2004: Szansa na sukces (Raise Your Voice) jako Sloane
- 2005: Wanderlust jako Lila
- 2005: 40-letni prawiczek (The 40 Year-Old Virgin) jako Marla
- 2005: Dolina iluzji (Down in the Valley) jako April
- 2005: London jako Annika
- 2005: Dreamland jako Jennifer
- 2006: Agent XXL 2 (Big Momma's House 2) jako Molly Fuller
- 2007: Charlie Bartlett jako Susan Gardner
- 2008: Króliczek (The House Bunny) jako Mona
- 2008: Nick i Norah (Nick and Norah's Infinite Playlist) jako Norah
- 2009: Wszechwiedzący (The Answer Man) jako Dahlia
- 2009: Kamień życzeń – magiczne przygody (Shorts) jako Stacey Thompson
- 2009: Defendor jako Kat Debrofkowitz
- 2012: Szalony rok (Daydream Nation) jako Caroline Wexler
- 2011: Thor jako Darcy Lewis
- 2012: Renee jako Renee Yohe
- 2013: Thor: Mroczny świat (Thor: The Dark World) jako Darcy Lewis
- 2014: Suburban Gothic jako Becca
- 2020: Święta z przyjaciółmi jako Abby

### Seriale TV
- 2001–2002: Jak wychować tatę (Raising Dad) jako Sarah Stewart
- 2005–2006: Ostry dyżur (ER) jako Zoe Butler
- 2011–2017: Dwie spłukane dziewczyny (2 Broke Girls) jako Max Black
- 2018: Dallas & Robo jako Dallas Moonshiner
- 2019: Dollface jako Jules Wiley
- 2021: WandaVision jako Darcy Lewis

Gościnnie
- 2000: Seks w wielkim mieście (Sex and the City) jako Jenny Brier
- 2003: Bez śladu (Without a Trace) jako Jennifer Norton
- 2003: Prawie doskonali (Less Than Perfect) jako Kaitlin
- 2004: CSI: Kryminalne zagadki Las Vegas (CSI: Crime Scene Investigation) jako Missy Wilson
- 2009–2010: Amerykański tata (American Dad!) jako Tanqueray (głos)